# Осипов, Георгий Осипович
Георгий Осипович Осипов (настоящая фамилия Айзеншток; 19 декабря 1915 года (1 января 1916), Одесса, Одесская губерния, Российская империя — 30 августа 1993 года, Москва) — советский журналист, писатель, очеркист, сценарист и фельтонист, член Союза писателей СССР (1955—1991).

## Биография
Родился 19 декабря 1915 года в Одессе. Окончил там морскую школу (1922), ходил на судах Черноморского флота. Работал помощником машиниста кузнечного цеха Одесского судоремонтного завода, помощником начальника политотдела по комсомолу Михайловской МТС, заместителем редактора политотдельской многотиражки Тимоновской МТС Ворошиловградской области. В 1935 году поступил во Всесоюзный коммунистический институт журналистики (ВКИЖ), который он окончил в 1938 году. Будучи выпускником института, с 1935 года начал свою литературную деятельность — написал ряд произведений, очерков, сценариев к кинофильмам, а также фельетонов. Всего за свою жизнь написал свыше 60 произведений. Работал инструктором и спецкором «Крестьянской газеты», собкором по Алтайскому краю и литсотрудником «Комсомольской правды».
С 22 июня 1941 года проходил службу в спецчастях особого назначения на Серпуховском направлении Западного фронта, награждён почётным знаком «Участнику партизанского движения Подмосковья». В 1943—1945 годах — офицер Смерш, работал по локализации диверсионно-подрывных действий противника на разных боевых участках, на транспорте и в зафронтовой полосе. Войну закончил в звании майора.
После войны был собкором газеты «Советская культура» по Закавказью, заместителем ответственного редактора АПН, обозревателем иностранного отдела «Литературной газеты».
Скончался в 1993 году.

## Фильмография

### Сценарист
- 1963 — Самолёты не приземлились